# Friedrich Philipp von Cardell
Friedrich Philipp von Cardell (* 7. Februar 1773 in Demmin als Friedrich Philipp Kobes; † 22. Oktober 1834 in Schwedt/Oder) war ein preußischer Generalleutnant.

## Leben
Der Sohn des Demminer Bürgermeisters und Landrats Carl Kobes schlug eine militärische Laufbahn in der Preußischen Armee ein. Er ging im September 1788 als Gefreitenkorporal zum Füsilier-Bataillon Nr. 19, am 12. Mai 1792 wurde er dort Seconde-Lieutenant und kämpfte im Ersten Koalitionskrieg.
Am 5. Dezember 1799 erhielt er die Erlaubnis, den Namen von Cardell zu führen. Gemeinsam mit seinem älteren Bruder Carl Friedrich war er am 14. Januar 1799 in den schwedischen Adelsstand erhoben worden. AM 15. September 1805 wurde er dann zum Premier-Lieutenant befördert.
Nach dem Frieden von Tilsit konnte er bei der Armee verbleiben und wurde am 19. Juni 1807 zum Stabshauptmann befördert. Als solcher wurde er dann in das Füsilier-Bataillon von Möller versetzt und am 20. August 1808 in das Colberger Infanterie-Regiment (Nr. 9). Dort wurde er am 11. April 1811 zum Kompaniechef ernannt. Am 26. März 1813 wurde er dann Major und so kommandierte er in den Befreiungskriegen das Füsilierbataillon des 1. Pommerschen Infanterie-Regiments Nr. 2. Mit diesem griff er am 19. August 1813 französische Vorposten bei Zesch an, wofür er das Eiserne Kreuz II. Klasse erhielt. Bei Hoogstraten verdiente er sich 1814 das Eiserne Kreuz I. Klasse. Am 10. April 1815 wurde Cardell Regimentskommandeur, und blieb, nachdem er im selben Jahr zum Oberstleutnant sowie am 9. Oktober 1818 zum Oberst befördert wurde. Am 30. März 1828 übernahm er die 2. Infanterie-Brigade und wurde in dieser Stellung ein Jahr später Generalmajor. Unter Verleihung des Charakters als Generalleutnant sowie des Roten Adlerordens II. Klasse mit Eichenlaub wurde Cardell am 20. März 1834 mit einer jährlichen Pension von 2250 Talern in den Ruhestand verabschiedet.

## Familie
Er heiratete ein Fräulein von Diest aus Münster. Die Ehe blieb aber kinderlos. So adoptiert das Paar den Sohn seine Schwagers den Oberst von Witzleben. Dieser führte danach den Namen Witzleben-Cardell, starb aber 1828 vor dem Generalmajor.